# Абисарихи
Абисарихи (Абисаре) — царь Ларсы, царь Шумера и Аккада, правил приблизительно в 1906 — 1895 годах до н. э.
Нет никаких данных указывающих на родственные связи Абисарихи с его предшественником Гунгунумом, однако создаётся впечатление, что он не был узурпатором и переход власти от Гунгунума к Абисарихи происходил плавно и не сопровождался какими-либо бурными событиями.

## Царствование
Абисарихи, как и большинство, если не все из предыдущих правителей списка царей Ларсы, носил аморрейское имя. Его имя, как правило, написанное A-bi-sa-ri-e, следует понимать как ‘Abī-ḏāriyī. Оно содержит аморейский корень ḏry/w, родственный аккадскому глаголу zarû, и означает «Отец его породивший». Обычно это имя читается Абисаре, однако раздельное написание гласных в аморейских именах собственных обычно указывает на наличие придыхания, поэтому правильнее всё же — Абисарихи.
Официальный титул указанный в его надписи — «Абисарихи, чуткий пастырь, возлюбленный Сина, могущественный царь Ура, вождь амореев» — не носит никаких ссылок на город Ларсу, а называет его царём Ура и приверженцем бога-покровителя этого города Сина. Возможно это объясняется тем, что из-за более славного прошлого или важного значения как порта для торговли с Дильмуном, возобновлённой в предыдущее царствование, столица царства была перенесена в Ур. Однако в одной частной посвятительной надписи на навершии булавы Абисарихи назван как царём Ура, так и царём Ларсы. В надписи на двух кирпичах, найденных в развалинах Ларсы Абисарихи назван «могущественным царём Ларсы». В этой надписи прославляется возведение дворца и укрепление стен этого города. Интересно, что эта его деятельность никак не отражена в списке его датировочных формул, если только это не было частью единого проекта по улучшению города, нашедшего отражение в названии 6-го года Абисарихи: «Год, когда чистка рва Ларсы была произведена». Также необычно, что эти надписи на кирпичах были написаны на аккадском языке, ещё только надпись Забайи была смешанной шумеро-аккадской, все остальные надписи царей Ларсы, как до Абисарихи, так и после, были исполнены исключительно на шумерском языке.
Следует однако отметить, что титул «царь Шумера и Аккада», который принял его предшественник Гунгунум, Абисарихи не носил. Историки объясняют это тем, что Абисарихи утерял контроль над Ниппуром — важным религиозным центром.
В его правление сила царства Ларсы значительно возросла. К 1898 году до н. э. вражда с Исином перешла в активную стадию, так как 9-й год правления Абисаре назван в честь победы, одержанной Ларсой над этим городом. Войско Абисарихи разгромило войско Ур-Нинурты и границы Ларсы продвинулись по Итурунгалю вплотную и Ниппуру. Возможно, в ходе этой борьбы Ур-Нинурта и погиб (1896 год до н. э.)
Деятельность по рытью и улучшению каналов в царстве Ларсы при Абисарихи усердно продолжалась. Впервые от Абисирихи до нас дошло уже довольно значительное количество хозяйственно-учётных и частно-правовых документов из Ларсы, Ура и Лагаша.
Согласно списку царей Ларсы правил Абисарихи 11 лет.

## Список датировочных формул Абисарихи
|                             | |
| 1 год 1906 / 1905 до н. э.  | Год, когда Абисарихи [стал] царём mu a-bi2-sa-re-e lugal |
| 2 год 1905 / 1904 до н. э.  | Год, когда канал [названный] Имгур-Инанна-Забалам / Шега-Инанна-Забалам (букв. «Любимый Инанной из Забалама») был вырыт mu id2-im-gur-dinanna / id2-sze-ga-dinanna zabalamki ba-ba-al             |
| 3 год 1904 / 1903 до н. э.  | Год, когда [Абисарихи] принёс серебряную статую в храм Нанна mu alan ku3-babbar e2-dnanna-sze3 i-ni-in-ku4-re                                                                                     |
| 4 год 1903 / 1902 до н. э.  | Год, когда канал [названный] Аннепада («Выбранный Аном») был вырыт mu id2-an-ne2-pad3-da ba-ba-al                                                                                                 |
| 5 год 1902 / 1901 до н. э.  | Год после года, когда канал [названный] Аннепада («Выбранный Аном») был вырыт mu us2-sa id2-an-ne2-pad3-da ba-ba-al                                                                               |
| 6 год 1901 / 1900 до н. э.  | Год, когда чистка рва Ларсы была произведена mu id2-hi-ri-tum bad3 larsaki-ma ba-ba-al |
| 7 год 1900 / 1899 до н. э.  | Год, когда великолепный канал Абисарихи был вырыт mu id2 mah a-bi2-sa-re-e ba-ba-al |
| 8 год 1899 / 1898 до н. э.  | Год, когда [Абисарихи] преподнёс искусно вырезанную статую, украшенную сердоликом и ляпис-лазурью в храм Нанна mu alan na4gug na4za-gin3 szu-du7-a ni3-gul-da-ta ak e2-dnanna-sze3 i-ni-in-ku4-re |
| 9 год 1898 / 1897 до н. э.  | Год, когда Абисарихи разбил своим оружием армию Исина mu a-bi2-sa-re-e ugnim i3-si-in{ki}-na tun3-kar2 bi2-in-si3-ga                                                                              |
| 10 год 1897 / 1896 до н. э. | Год, когда Абисарихи выбрал гаданием свою дочь, как эн-жрицу Уту mu a-bi2-sa-re-e en-dutu dumu a-bi2-sa-re-e masz2-e in-pad3                                                                      |
| 11 год 1896 / 1895 до н. э. | Год после года, когда Абисарихи выбрал гаданием свою дочь, как эн-жрицу Уту mu us2-sa a-bi2-sa-re-e en-dutu dumu a-bi2-sa-re-e masz2-e in-pad3                                                    |